# 196
Het jaar 196 is het 96e jaar in de 2e eeuw volgens de christelijke jaartelling.

## Gebeurtenissen

### Europa
- Clodius Albinus, gouverneur van Britannia, laat zich tot Augustus uitroepen en wordt in Gallië als tegenkeizer erkend in een opstand tegen Septimius Severus. Hij mobiliseert een leger (75.000 man) en maakt plannen voor een opmars naar Rome.

### Parthië
- Bardaisan, edelman en vroegchristelijke schrijver aan het hof van Osroene, schrijft het boek getiteld: "Het boek van de wetten der landen". Hierin beschrijft hij de gewoontes van allerlei volkeren en het christendom in het Parthische Rijk.

### China
- Keizer Han Xiandi arriveert in het door een burgeroorlog verwoeste Luoyang en vraagt de krijgsheer Cao Cao om bescherming, deze verplaatst de hoofdstad naar Xuchang. Hij neemt in het keizerlijke paleis de macht over en richt landbouwkolonies op.